# بیرینجی قزاق‌لر
بیرینجی قزاق‌لر (به لاتین: Birinci Qazaxlar، تا سال ۲۰۱۵ قزاق‌لر Qazaxlar) یک منطقه مسکونی در جمهوری آذربایجان است که در شهرستان بردع واقع شده است.